# معركة خبورا
معركة خبورا (19 فبراير 1811) معركة صغيرة من حرب شبه الجزيرة الآيبرية جرت بين الجيشين الإسباني والفرنسي قرب بطليوس، حيث قضت تقريبا القوة الفرنسية الأقل عددا على الجيش الأسباني لمنطقة إكستريمادورا الذاتية الحكم.
في محاولة لإنقاذ جيش المارشال أندريه ماسينا من موقعه الصعب في البرتغال قام المارشال جان دي ديو سول بقيادة جزء من جيش الجنوب الفرنسي إلى منطقة اكستريمادورا الأسبانية المجاورة الذاتية الحكم وحاصر قلعة مدينة بطليوس الهامة. وقام السير آرثر وليسلي، فيكونت ويلينغتون، والنقيب الأسباني بيدرو كارو دي رومانا بإرسال جيش إسباني كبير لفك الحصار. ولكن بيدرو توفي قبل أن يستطيع الجيش المغادرة، وأعطيت القيادة العامة لغأبريل منديزبل. وصل الأسبان مدعومين بقوة صغيرة برتغالية من الفرسان إلى المدينة واقاموا في مخيم على مرتفعات قريبة من سان كريستوبال في أوائل فبراير 1811.